# Lepanthes mystax
Lepanthes mystax är en orkidéart som beskrevs av Carlyle August Luer och Rodrigo Escobar. Lepanthes mystax ingår i släktet Lepanthes och familjen orkidéer.
Artens utbredningsområde är Costa Rica. Inga underarter finns listade i Catalogue of Life.